# Módl Lajos
Módl Lajos (Budapest, 1873. augusztus 9. – ?, 1942. május) magyar építész.

## Élete

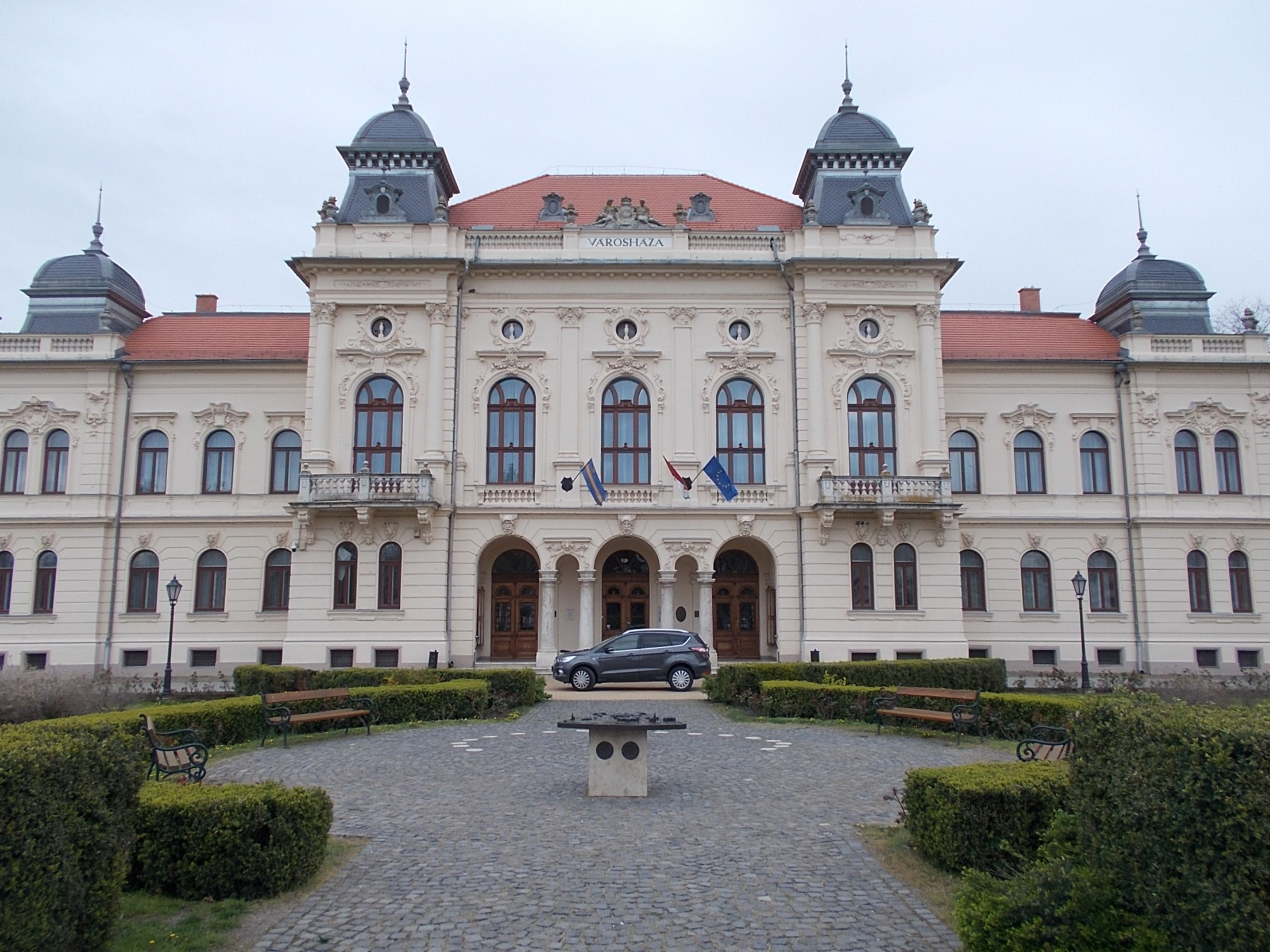
Városháza, Kisújszállás

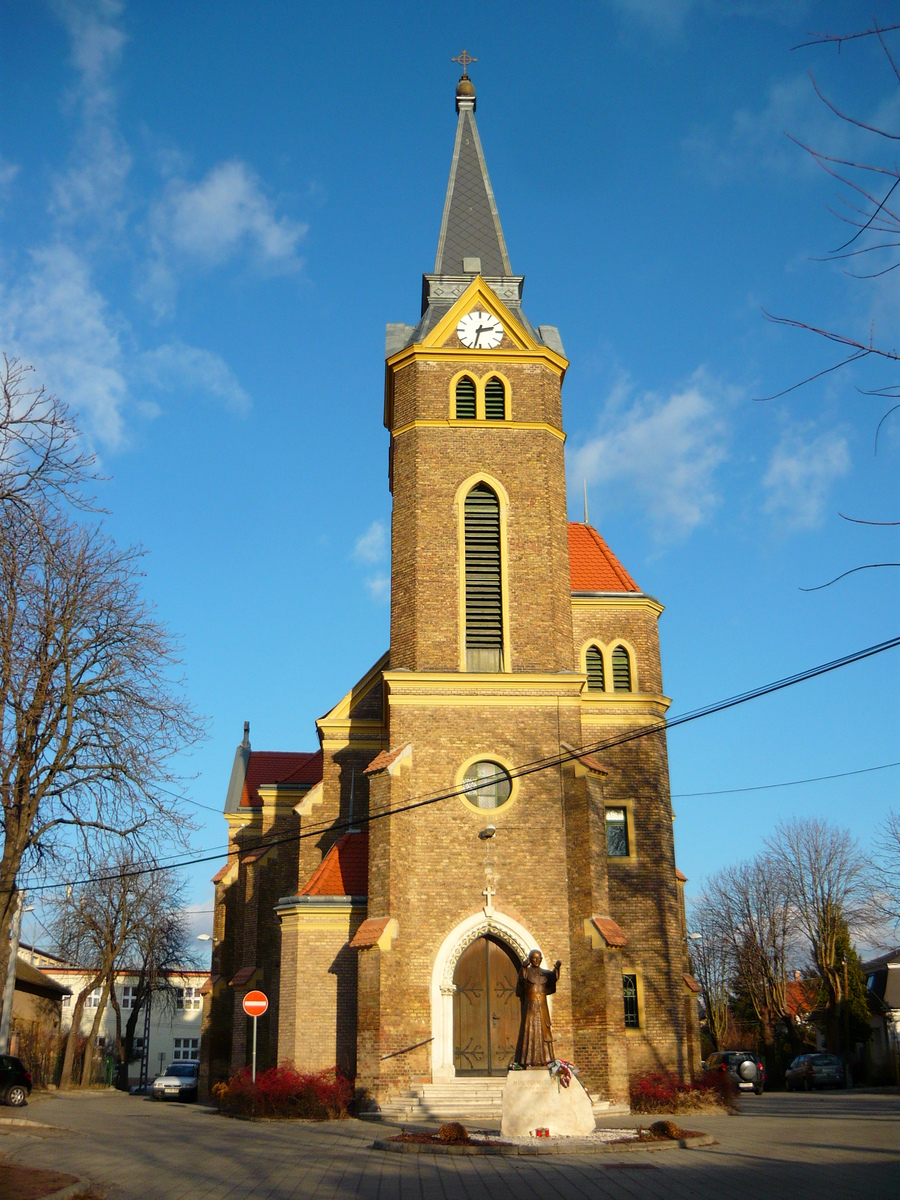
Rákosszentmihályi Szent Mihály Plébániatemplom

Életéről kevés adat ismert. A 20. század elején működött budapesti köz- és magánépületek tervezőjeként. Jelentős műve a Kisújszállási Városháza neobarokk stílusú nagy épülete. Budapesten Rákospalotán tervezett szintén nagy méretű neoromán-neogótikus templomot.

## Ismert épületei
- 1900: Városháza, Kisújszállás, Szabadság tér 1.[3]
- 1902: Rákosszentmihályi Szent Mihály Plébániatemplom, Budapest, Templom tér 3.[4][5]
- 1906: Módl-villa, Budapest, Lajos u. 63.[6]
- 1907–1911: lakóház, Budapest, Városmajor u. 39.[7]
- 1918: Budai Apolló mozi, Budapest, Csalogány u. (a második világháború idején megsérült, 1948-ban lebontották)[8][9][10]

### Tervben maradt épületei
- 1910: bérház, Budapest, 1237. hrsz. telek (ide később a Palatinus-házak épültek)[11][12]
- 1910: lakóház az 1100/b. hrsz. telekre, Budapest[13]
- 1914: szálloda és vigadó, Lugos[14]

Lehetséges, hogy azonos azzal a Mód Lajossal, akinek a nevéhez fűződik:
- 1908: Amizoni Országos Magyar Leánynevelő Intézet (ma: Magyar Táncművészeti Egyetem), Budapest, Columbus utca 87-89.[15]
- 1914–1915: lakóház, Budapest, Rómer Flóris utca 26.[16]